# 昆城 (密蘇里州)
昆城（英語：Queen City）是位於美國密蘇里州斯凱勒縣的城市。

## 人口
根據2020年美國人口普查的數據，昆城的面積為2.67平方千米，皆為陸地。當地共有人口562人，而人口密度為每平方千米210人。